# جون كول كوك
جون كول كوك (بالإنجليزية: John Call Cook) هو فيزيائي أمريكي، ولد في 7 أبريل 1918 في أفتون في الولايات المتحدة، وتوفي في 12 أكتوبر 2012 في هايلاند في الولايات المتحدة.